# Silvana Robles
Silvana Emperatriz Robles Araujo (La Merced, 6 de noviembre de 1984) es una cirujana dentista y política peruana. Ejerce como congresista de la república por la región Junín para el periodo 2021-2026 y fue la última ministra de Cultura del Perú en el gobierno de Pedro Castillo, desde el 25 de noviembre hasta el 7 de diciembre del 2022.

## Biografía
Nació el 6 de noviembre de 1984 en la ciudad peruana de La Merced, en el departamento de Junín, en la selva central peruana.
Es cirujana dentista graduada por la Universidad Alas Peruanas en 2017 y cuenta también con estudios técnicos de enfermería.
Laboró en la Red de Salud de Chanchamayo en 2020 y de 2018 a 2021 fue gerenta general del Centro Odontológico Déntica Med.

### Congresista
Desde 2020 hasta 2023, Silvana Robles fue militante de Perú Libre, partido político de Vladimir Cerrón, y postuló sin éxito al Congreso de la República del Perú en las elecciones extraordinarias del 2020. Sin embargo, Robles fue elegida como congresista de la república por la región Junín en las elecciones parlamentarias del 2021 para el periodo 2021-2026. 
El 11 de diciembre de 2022, presentó una moción de censura contra la Mesa Directiva del Congreso, presidida por José Williams. Esto a raíz de la «indebida aprobación de la vacancia» del expresidente Pedro Castillo, así como otras acciones. Esa misma noche, el Pleno del Congreso rechazó admitir a debate la moción de censura con 78 votos en contra y 43 a favor.

### Ministra de Cultura
El 25 de noviembre de 2022, fue nombrada y juramentada por el entonces presidente, Pedro Castillo, como ministra de Cultura del Perú en el gabinete ministerial liderado por Betssy Chávez. Durante su juramentación, pronunció la frase en lengua asháninca y luego en español «Ari namabendi kotakari noshaninkape. Por los pueblos originarios de nuestro Perú, sí juro», reafirmando la diversidad indígena del Perú, y de la que se ocupa su ministerio.
Uno de los principales hitos de su gestión fue la derogación de las Resoluciones Ministeriales N.º 118-2022, 121-2022 y 137-2022 en colaboración con el Ministerio de Educación del Perú. Estas normativas habían sido ampliamente rechazadas por diversas organizaciones nativas, que denunciaban que atentaban contra la Educación Intercultural Bilingüe (EIB) al eliminar el requisito de dominio de lenguas originarias para ocupar plazas en instituciones educativas reconocidas como EIB. Asimismo, permitió calmar las protestas sociales en la región Junín y desbloquear vías carreteras afectadas por las manifestaciones.
El 7 de diciembre del mismo año, tras el intento de autogolpe de Estado de Pedro Castillo, presentó su renuncia irrevocable al cargo.